# Myles Peart-Harris
Myles Spencer Peart-Harris (Isleworth, 19 de septiembre de 2002) es un futbolista británico que juega en la demarcación de centrocampista para el Brentford F. C. de la Premier League.

## Trayectoria
Empezó a formarse como futbolista en la cantera del Chelsea F. C. Después de once temporadas en las categorías inferiores del club, se marchó al Brentford F. C. Finalmente debutó con el primer equipo el 21 de septiembre de 2021 en un encuentro de la Copa de la Liga contra el Oldham Athletic A. F. C., partido que finalizó con un marcador de 7-0 tras un doblete de Yoane Wissa, un autogol de Raphaël Diarra y cuatro goles de Marcus Forss. Jugó otro partido en la FA Cup antes de marcharse cedido en agosto de 2022 al Forest Green Rovers F. C. hasta enero. Finalmente estuvo toda la temporada y en su regreso al Brentford F. C. debutó en la Premier League, jugó un total de cinco encuentros y en enero de 2024 fue prestado al Portsmouth F. C. Ayudó a este equipo a ascender a la EFL Championship y en el mes de agosto acumuló otra cesión, esta vez en el Swansea City A. F. C.

## Clubes
| Club                               | País       | Año       | Partidos | Goles |
| ---------------------------------- | ---------- | --------- | -------- | ----- |
| Brentford F. C.                    | Inglaterra | 2021-2022 | 2        | 0     |
| Forest Green Rovers F. C. (cedido) | Inglaterra | 2022-2023 | 47       | 6     |
| Brentford F. C.                    | Inglaterra | 2023-2024 | 5        | 0     |
| Portsmouth F. C. (cedido)          | Inglaterra | 2024      | 12       | 2     |
| Brentford F. C.                    | Inglaterra | 2024      | 1        | 0     |
| Swansea City A. F. C. (cedido)     | Gales      | 2024-2025 | 30       | 3     |
| Brentford F. C.                    | Inglaterra | 2025-     |          |       |